# Špelići
Špelići su napušteno selo u Istri ispod Učke, u općini Cerovlje (naselje Belaj) U njemu se nalaze dvije ruševine i jedna zatvorena kuća.